# Парадокс цікавих чисел
Парадо́кс ціка́вих чи́сел — напівгумористичний парадокс, який виникає через спроби класифікувати натуральні числа як «цікаві» та «нудні». Згідно з цим парадоксом, усі натуральні числа є цікавими. Доводять це твердження методом «від супротивного»: якщо існує непорожня множина нецікавих натуральних чисел, то в цій множині існує найменше число, але найменше нецікаве число вже саме собою цікаве — що й створює суперечність.

## Доведення
Строгіше «доведення» парадоксу можна сформулювати так.
Теорема. Нецікавих натуральних чисел немає.
Доведення. Припустимо, що теорема хибна, тобто існує множина натуральних чисел, які нецікаві. У зв'язку з тим, що множина натуральних чисел є цілком упорядкованою, має бути деяке найменше число в ряді нецікавих чисел. Число, яке має таку унікальну особливість, не можна вважати нецікавим, отже, воно не може перебувати в ряді нецікавих чисел.

## Парадоксальний характер
Спроби поділити всі числа на «цікаві» та «нецікаві» ведуть до парадоксу або антиномії визначення. Будь-яка спроба поділу натуральних чисел на дві множини: «цікавих» і «нудних» веде до провалу. Оскільки визначення чогось цікавого є суб'єктивним, тут його можна розглянути як напівжартівливе застосування самореференції, використовуване для одержання парадоксу. Парадокс знімається, якщо поняття «цікаве» визначити об'єктивно, наприклад:
- найменше натуральне число, якому не присвячено сторінку у Вікіпедії[4];
- найменше число, відсутнє в інтернет-енциклопедії послідовностей цілих чисел[4][5][6][7];
- найменше число, що належить будь-якій послідовності або має будь-яку властивість

тощо.
Оскільки існує багато значущих робіт у галузі математики, які використовують самореференцію (наприклад теорема Геделя про неповноту), описуваний парадокс зачіпає серйозні проблеми в багатьох галузях досліджень.
Ця версія парадоксу поширюється лише на цілком упорядковані множини з природним порядком, такі як натуральні числа; аргумент незастосовний до дійсних чисел.
Одне із запропонованих вирішень парадоксу стверджує, що перше нецікаве число стає цікавим вже через одну цю обставину. Наприклад, якби 39 і 41 були двома нецікавими числами, число 39 можна було б вважати цікавим, тоді як 41 залишилося б нецікавим, адже воно не перше нецікаве число. Однак це вирішення є хибним, адже парадокс доводиться від супротивного: припустивши, що якесь число нецікаве, ми приходимо до того, що це саме число саме цим і цікаве, отже, нецікаве число не може існувати. Метою вирішень є, зокрема, не виявлення цікавих чи нецікавих чисел, але підняття питання про те, чи можуть числа мати такі властивості в принципі.
Слабке місце доведення — відсутність ясності щодо того, що вважати «цікавістю» числа. Однак, якщо покласти, що «предикат цікавості» пов'язаний з певним скінченним списком «цікавих властивостей натуральних чисел», і цей список містить у собі властивість «найменше число, яке не має жодної властивості з цього списку», виникає парадокс. Подібно до цього самореференція використовується в близькоспорідненому парадоксі Беррі. Оскільки парадокс лежить у визначенні поняття «цікаво», він застосовується лише до людей з певним поглядом на числа; якщо для когось усі числа видаються нецікавими і він не вважає цікавим факт, що нуль є першим нецікавим числом (у світогляді даної конкретної людини), тоді парадокс не виникає.